# Jekaterina Wladimirowna Galkina
Jekaterina Wladimirowna Galkina (russisch Екатерина Владимировна Галкина; * 10. August 1988 in Moskau) ist eine russische Curlerin.
Galkina spielte bei den Olympischen Winterspielen 2006 in Turin im Team von Skip Ljudmila Priwiwkowa. Bei der Curling-Europameisterschaft 2006 in Basel gewann sie die Goldmedaille.
Im Februar 2010 nahm Galkina als Mitglied des russischen Teams an den Olympischen Winterspielen 2010 in Vancouver (Kanada) teil. Die Mannschaft belegte den neunten Platz.
Galkina modelte im Vorfeld der Olympischen Spiele zusammen mit der gebürtigen Russin und für Australien startende Short Trackerin Tatjana Borodulina, sowie ihren russischen Landsfrauen die Freestyle-Skierin Ekaterina Stolyarowa, die Curler-Kolleginnen Alexandra Saitowa und Olga Zyablikowa, Eishockeyspielerin Swetlana Kolmykowa und Anna Prugowa, Skeletonpilotin Jelena Nikitina, Eiskunstläuferin Ekaterina Bobrowa, Skicrosserin Marija Komissarowa und Skispringerin Irina Awwakumowa für den Lingerie Hersteller S&M.